# Шийчине
Ши́йчине - село у Богодухівській міській громаді Богодухівського району Харківської області України.
- Поштове відділення: Забродівське

## Географія
Село Шийчине знаходиться правому березі річки Мерла. Нижче за течією розташоване село Москаленки, вище за течією - село Пісочин, на протилежному березі село Заброди.

## Історія
- 12 червня 2020 року, відповідно до розпорядження Кабінету Міністрів України № 725-р «Про визначення адміністративних центрів та затвердження територій територіальних громад Харківської області», село увійшло до Богодухівської міської громади[1].
- 19 липня 2020 року, в результаті адміністративно-територіальної реформи та ліквідації Богодухівського району (1923—2020), село увійшло до складу новоутвореного Богодухівського району Харківської області[2].